# Drei Eiben Blochmannstraße 2

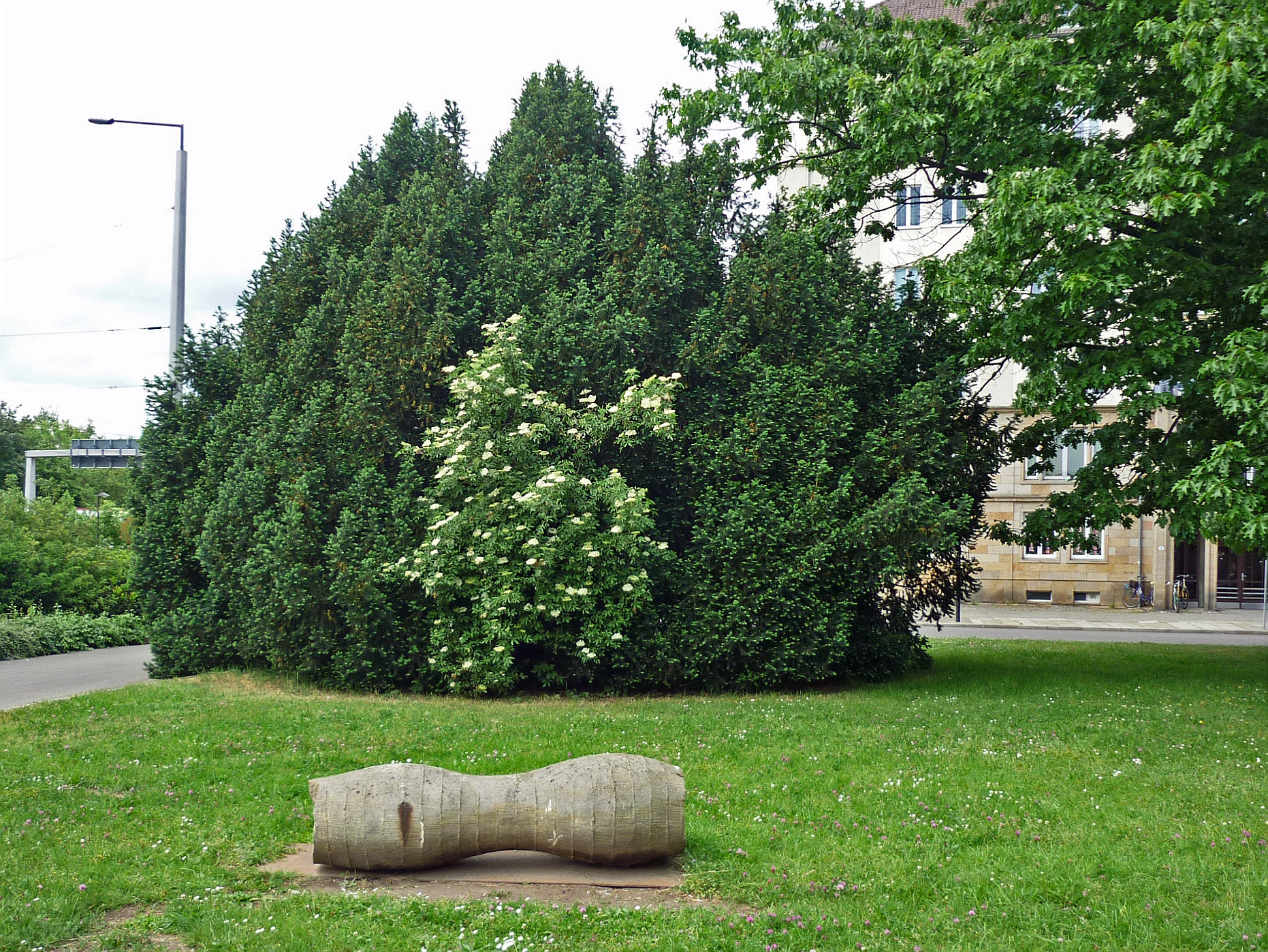
Eibengruppe, davor die Skulptur „Doppler“ von Rüdiger Schöll, 2015

Die Drei Eiben Blochmannstraße 2 in der Pirnaischen Vorstadt von Dresden bilden ein seit Anfang 2015 als Pflanzenensemble ausgewiesenes Naturdenkmal (ND 122). Die Eibengruppe (Taxus baccata) ist in ihrer Größe und Ausprägung einmalig für Dresden. Der Kronendurchmesser beträgt 8 Meter.

## Geographie

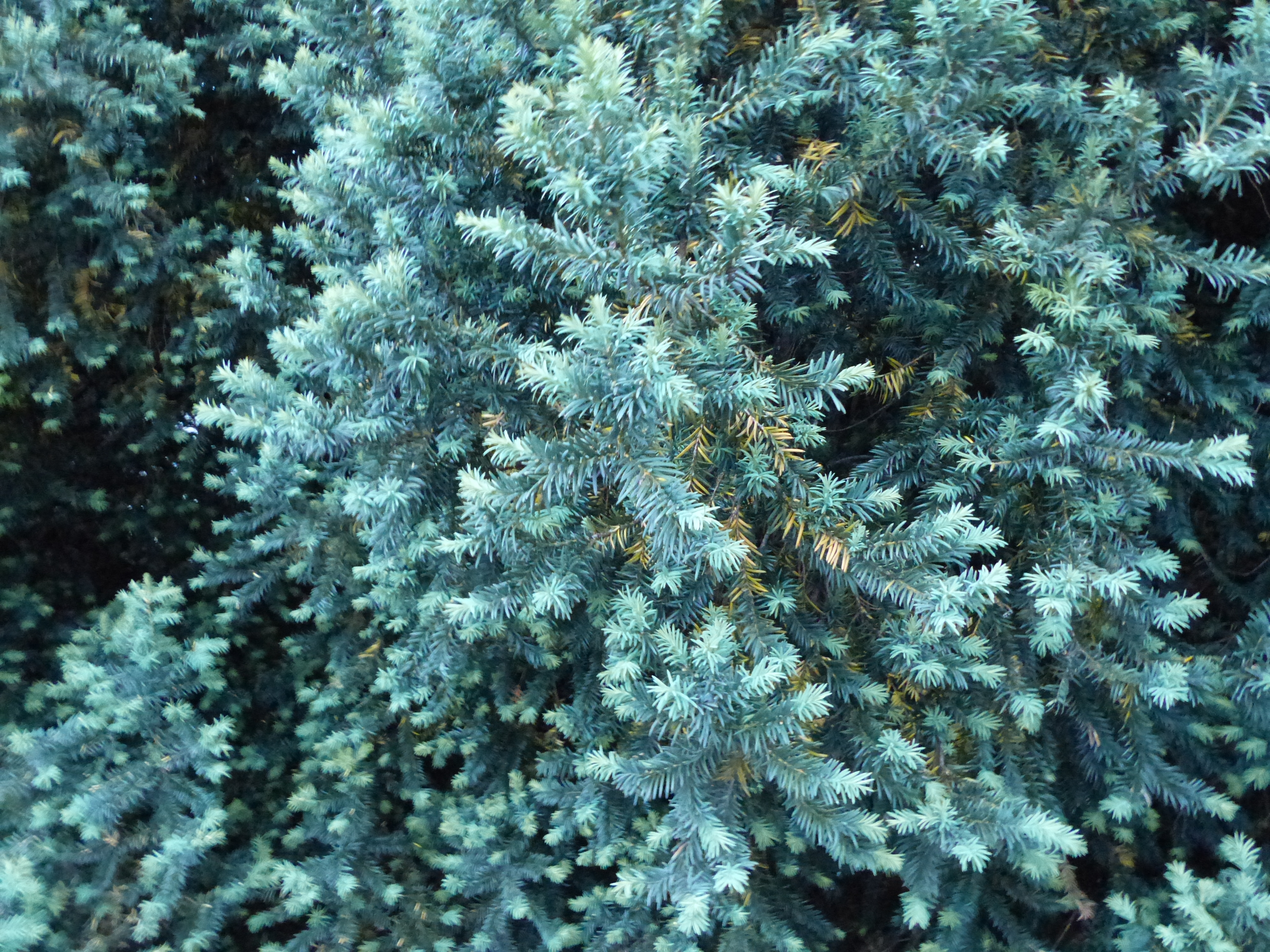
Detail der Eiben
Foto: Dr. Bernd Gross

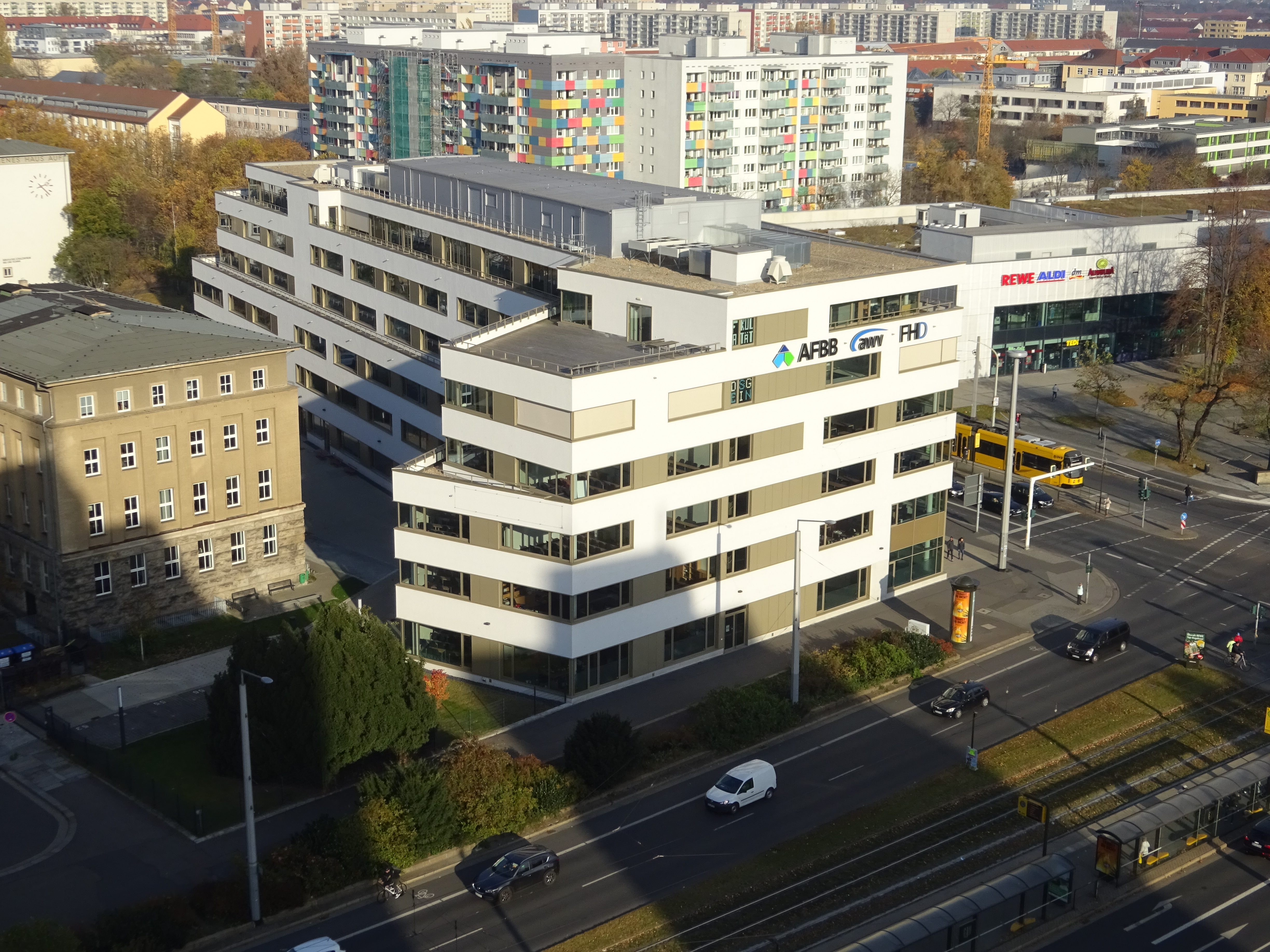
Blick von der Grunaer Straße auf den nördlichen Straßburger Platz mit dem Lehrgebäude Blochmannstraße 2 (links), den davor befindlichen Eiben (links unten), dem Lehrgebäude Güntzstraße 1 (Mitte), der StraßBURG (mittig, teilweise verdeckt) und dem Einkaufszentrum SP1 (rechts)

Die ineinander verwachsenen Eiben stehen vor dem Südflügel des Lehrgebäudes Blochmannstraße 2 auf der südwestlichen Ecke des an der Blochmannstraße gelegenen Flurstücks 2789/8 in der Gemarkung Altstadt I. Südlich von ihnen verläuft der Gehweg der Grunaer Straße, westlich steht das Gebäude Blochmannstraße 1 und östlich befindet sich das 2016/2017 errichtete Lehrgebäude Güntzstraße 1 als Trennung vom Straßburger Platz.

## Geschichte
Der Kaufmann und Ratsherr Johann Georg Ehrlich begründete 1742 in Dresden eine Schul- und Armenstiftung. Zum Unterhalt der Schule wurde in der Pirnaischen Vorstadt ein Vorwerk angekauft. Auf dem Vorwerksgelände entstanden in den Jahren 1880 bis 1912 drei neue Schulgebäude sowie eine Stiftskirche. Den südlichen Abschluss bildete das 1894 errichtete Erziehungshaus, seit dem Bau des neuen Erziehungshauses 1912 auch als altes Erziehungshaus bezeichnet. Durch die Luftangriffe auf Dresden im Februar 1945 wurden die Gebäude stark zerstört und in der folgenden Zeit abgerissen, einzig das neue Erziehungshaus blieb erhalten und wurde verändert wieder aufgebaut.
Auf der dadurch entstandenen Freifläche, auf der nun die drei Eiben wuchsen, gestaltete Günther Krätzschmar 1975/1976 Blumenrabatten, zudem wurde eine bereits in den fünfziger Jahren vor dem Lehrgebäude stehende Sonnenuhr dorthin umversetzt.

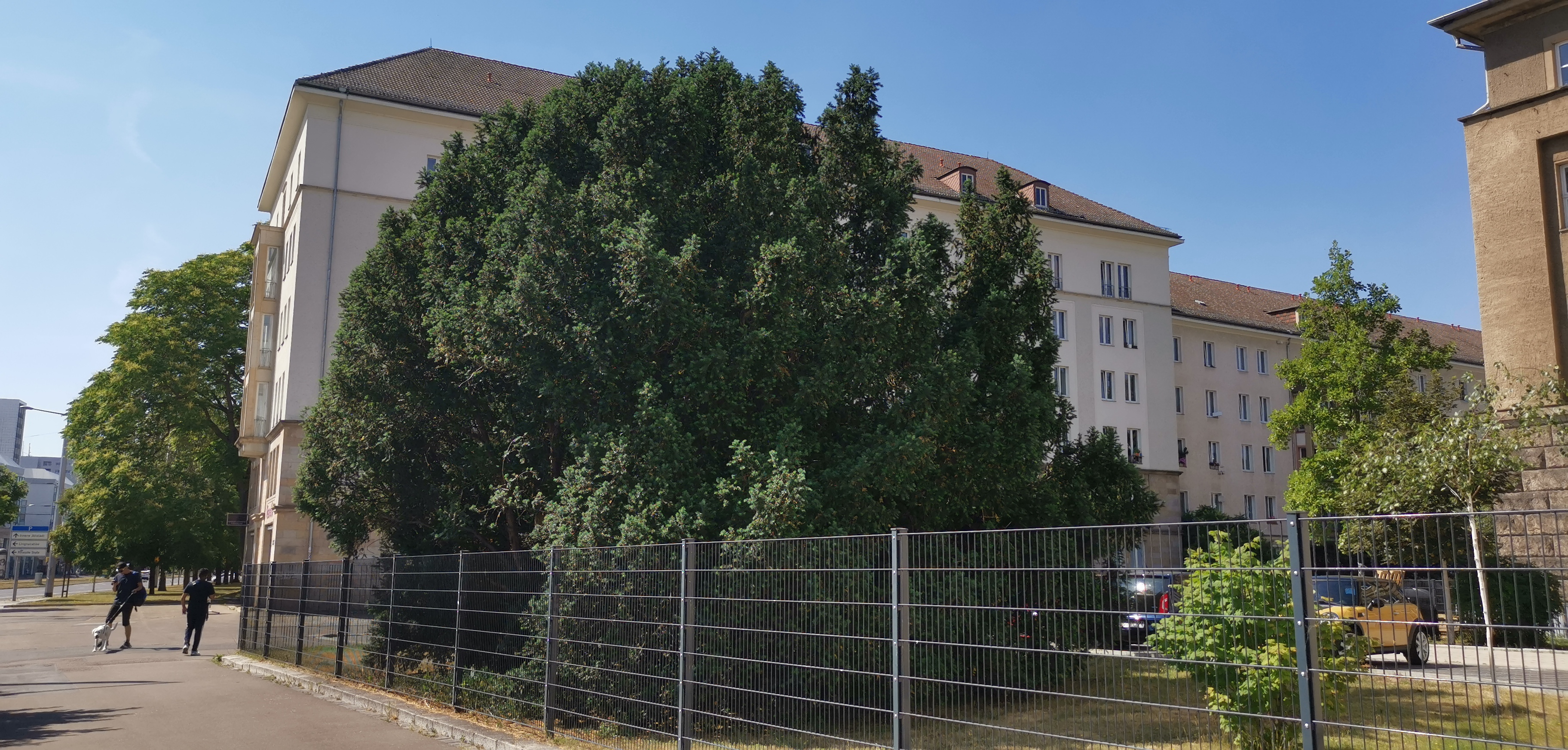
Die Drei Eiben nach der Neugestaltung des Umfelds durch den Bau des Lehrgebäudes Güntzstraße 1 (2022)

Anfang der 2010er war die Landeshauptstadt Dresden als Untere Naturschutzbehörde bestrebt, „39 besonders wertvolle Bäume an 29 Standorten als Naturdenkmale“ unter Schutz zu stellen. Auf Altstädter Seite des Vorstadtgürtels betraf dies neben den Eiben die in der Johannstadt stehende Seidenakazie Elsasser Straße 11. Die Festsetzung der Eibengruppe als Naturdenkmal erfolgte im Januar 2015 mittels einer Verordnung. Der Schutzbereich rings um die Eiben erstreckt sich unter der gesamten Krone zuzüglich fünf Metern, mindestens jedoch zwölf Meter von der Mitte der Eibengruppe.
Im gleichen Zeitraum erfolgten Planungen zum Bau weiterer Lehrgebäude an einem gemeinsamen Campus entlang Grunaer und Güntzstraße. Die beantragte Fällung der drei Eiben wurde von der Stadt negativ beschieden und der Bauherr strengte ein Verfahren am Verwaltungsgericht Dresden gegen die Versagung der Fällgenehmigung an. Seitens der Ehrlich’schen Schul- und Armenstiftung als Grundstückseigentümerin wurde kritisiert, dass für das Einkaufszentrum SP1 auf der gegenüberliegenden Seite des Straßburger Platzes unter anderem eine ähnliche Eibengruppe gefällt werden durfte. Nach Umplanungen, die 50.000 Euro kosteten und statt zwei einzelnen das jetzige Gebäude in Ecklage sowie eine Aufstockung vorsahen, konnte mit einem Dreivierteljahr Verzögerung unter Erhaltung der Eibengruppe gebaut werden. Ähnlich verhielt es sich vier Jahrzehnte zuvor bei der Blutbuche Naumannstraße 3 und dem Neubau hinter der Poliklinik in Blasewitz, für deren Erhalt (noch vor der Ausweisung als Naturdenkmal) ebenfalls Planungsänderungen notwendig waren.
Mit dem Bau des Lehrgebäudes Güntzstraße 1 kam es zur erneuten Umgestaltung des Areals. Die Sonnenuhr wurde entfernt und im Lapidarium Zionskirche eingelagert, die 1998 von Rüdiger Schöll geschaffene und 1999 aufgestellte Skulptur „Doppler“ wurde ebenfalls entfernt.